# 松井塚古墳
松井塚古墳（まついづかこふん）は、大阪府南河内郡太子町山田にあった古墳。磯長谷古墳群を構成した古墳の1つ。石棺は大阪府指定有形文化財に指定されている。
現在では墳丘は失われている。

## 概要
大阪府南東部、二上山山麓の磯長谷において、谷を形成する尾根の南斜面に築造された古墳である。1958年（昭和33年）に民家の井戸掘削に伴い発見され、同年に大阪府教育委員会による発掘調査が実施されている。
墳形は明らかでないが、一説に方形と推定される。埋葬施設は横穴式石室で、南方に開口し、石室の構築にあたっては唐尺の使用が推定される。石室の床面には礫石が敷き詰められ、その上に凝灰岩（二上山産）製の刳抜式家形石棺形の石槨が据えられていた。石槨は長さ2.5メートル・幅1.3メートルを測り、石槨前には石扉を伴う。石槨内は盗掘に遭っており、調査では人骨（2体分か）や須恵器・土師器片のみが検出されている。
この松井塚古墳は、古墳時代終末期の7世紀中葉頃の築造と推定される。発見当初は推古天皇の陪塚（陪冢）の可能性があるとして注目されたほか、現在でも石室の規模が大化の薄葬令において王以上に該当する点で注目される。また横口式石槨の変遷を考察するうえでも重要視される古墳である。
石棺は1973年（昭和48年）に大阪府指定有形文化財に指定され、現在では太子町立太子・和みの広場（叡福寺に隣接）に移築・展示されている。

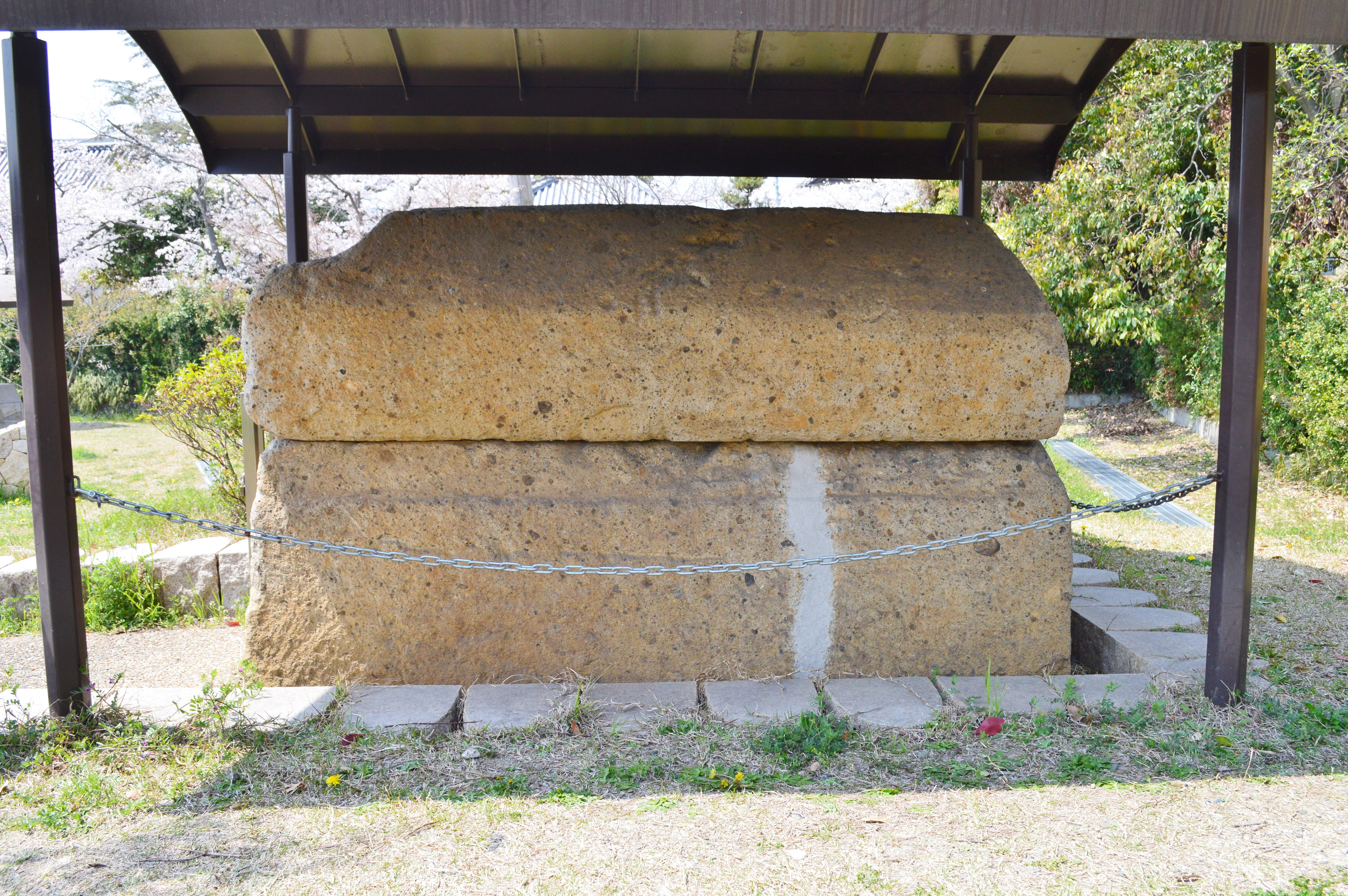
石槨 横景
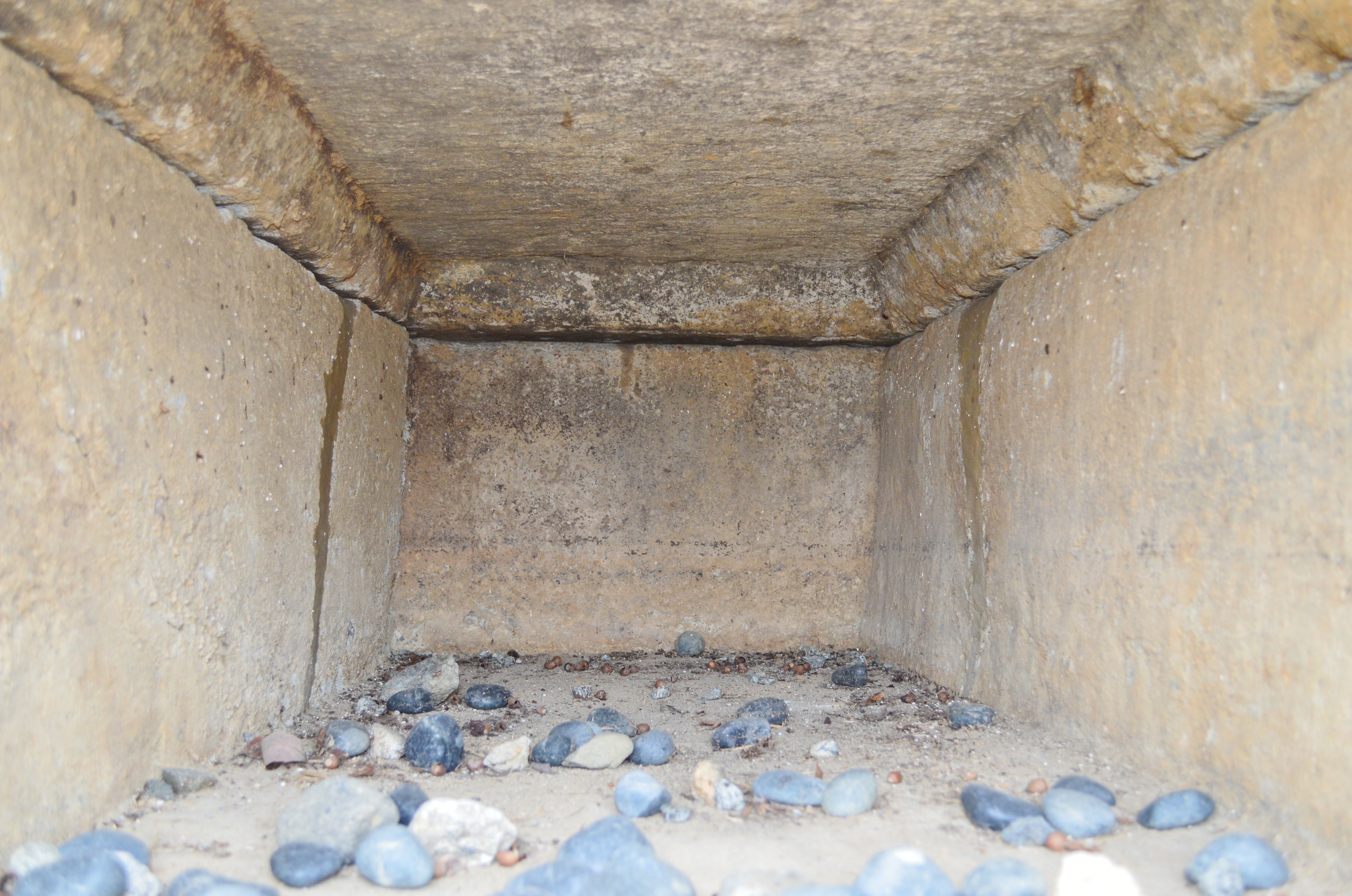
石槨内部
石槨内に敷かれた土師器 大阪府立近つ飛鳥博物館企画展示時に撮影。

## 文化財

### 大阪府指定文化財
- 有形文化財
  - 松井塚古墳石棺（考古資料） - 1973年（昭和48年）3月30日指定[5]。

## 関連文献
（記事執筆に使用していない関連文献）
- 『太子町松井塚古墳発掘調査概要』大阪府教育委員会、1958年。
- 山本彰「松井塚古墳と出土土器」『終末期古墳と横口式石槨』吉川弘文館、2007年。